# Les Sauvages (Roine)
Les Sauvages és un municipi francès situat al departament del Roine i a la regió d'Alvèrnia-Roine-Alps. L'any 2007 tenia 627 habitants.

## Demografia

### Població
El 2007 la població de fet de Les Sauvages era de 627 persones. Hi havia 212 famílies de les quals 48 eren unipersonals (28 homes vivint sols i 20 dones vivint soles), 60 parelles sense fills, 92 parelles amb fills i 12 famílies monoparentals amb fills.
La població ha evolucionat segons el següent gràfic:
Habitants censats

### Habitatges
El 2007 hi havia 268 habitatges, 227 eren l'habitatge principal de la família, 27 eren segones residències i 14 estaven desocupats. 214 eren cases i 43 eren apartaments. Dels 227 habitatges principals, 140 estaven ocupats pels seus propietaris, 80 estaven llogats i ocupats pels llogaters i 7 estaven cedits a títol gratuït; 2 tenien una cambra, 12 en tenien dues, 43 en tenien tres, 66 en tenien quatre i 104 en tenien cinc o més. 167 habitatges disposaven pel capbaix d'una plaça de pàrquing. A 87 habitatges hi havia un automòbil i a 116 n'hi havia dos o més.

### Piràmide de població
La piràmide de població per edats i sexe el 2009 era:
| Homes | Edats   | Dones |
| ----- | ------- | ----- |
| 0     | 95 o +  | 0     |
| 0     | 90 a 94 | 0     |
| 8     | 85 a 89 | 0     |
| 0     | 80 a 84 | 0     |
| 0     | 75 a 79 | 4     |
| 8     | 70 a 74 | 8     |
| 4     | 65 a 69 | 8     |
| 16    | 60 a 64 | 12    |
| 24    | 55 a 59 | 24    |
| 36    | 50 a 54 | 20    |
| 44    | 45 a 49 | 40    |
| 16    | 40 a 44 | 16    |
| 16    | 35 a 39 | 12    |
| 28    | 30 a 34 | 16    |
| 8     | 25 a 29 | 20    |
| 8     | 20 a 24 | 4     |
| 48    | 15 a 19 | 16    |
| 28    | 10 a 14 | 16    |
| 4     | 5 a 9   | 4     |
| 28    | 0 a 4   | 16    |

## Economia
El 2007 la població en edat de treballar era de 426 persones, 318 eren actives i 108 eren inactives. De les 318 persones actives 308 estaven ocupades (170 homes i 138 dones) i 10 estaven aturades (5 homes i 5 dones). De les 108 persones inactives 44 estaven jubilades, 26 estaven estudiant i 38 estaven classificades com a «altres inactius».

### Ingressos
El 2009 a Les Sauvages hi havia 212 unitats fiscals que integraven 583 persones, la mediana anual d'ingressos fiscals per persona era de 16.491 €.

### Activitats econòmiques
Dels 20 establiments que hi havia el 2007, 1 era d'una empresa alimentària, 1 d'una empresa de fabricació de material elèctric, 4 d'empreses de fabricació d'altres productes industrials, 3 d'empreses de construcció, 3 d'empreses de comerç i reparació d'automòbils, 1 d'una empresa de transport, 3 d'empreses d'hostatgeria i restauració, 1 d'una empresa financera, 2 d'empreses de serveis i 1 d'una entitat de l'administració pública.
Dels 4 establiments de servei als particulars que hi havia el 2009, 1 era un paleta, 2 fusteries i 1 restaurant.
Dels 2 establiments comercials que hi havia el 2009, 1 era una botiga de menys de 120 m² i 1 una fleca.
L'any 2000 a Les Sauvages hi havia 20 explotacions agrícoles que ocupaven un total de 800 hectàrees.

## Equipaments sanitaris i escolars
El 2009 hi havia una escola elemental.

## Poblacions més properes
El següent diagrama mostra les poblacions més properes.